# Amphoritheca
Amphoritheca là một chi rêu trong họ Funariaceae.